# Second Life
Second Life (SL) er en online virtuel 3-D-verden, som i juni 2003 blev lanceret af Linden Lab, der driver den virtuelle verden, der også kaldes "The Grid".
Det er gratis at oprette en bruger og kræver, at brugeren downloader et lille (ca. 30 MB for Windowsversionen, 60 MB for Macversionen og 50 MB for Linuxversionen der dog er en alphatest) klientprogram for at kunne logge ind med sin karakter, også kaldet en avatar.
Brugerne bliver kaldt beboere i en verden, der omtales som "metaverse". Pr. oktober 2007 havde SL mere end 10 millioner brugere. Flertallet af disse er dog inaktive, og der er normalt omkring 30.000-50.000 mennesker online i SL samtidigt.
SL adskiller sig fra andre onlineverdener ved at have egen økonomi. Linden Dollars hedder valutaen og brugerne har mulighed for både at købe og sælge Linden $ for virkelige US$.
Neal Stephensons sci-fi-roman Snow Crash, hvori the Metaverse er beskrevet, minder om Second Life.  Filmen "Min Avatar og Mig" (instr.: Bente Milton og Mikkel Stolt, 2011), foregår for en stor del i Second Life og omhandler bl.a. livet i og udenfor den virtuelle verden.